# Questions au Premier ministre
 (novembre 2012).
La séance des Questions au Premier ministre (en anglais, Prime Minister’s Questions, ou PMQ) est une convention constitutionnelle du Royaume-Uni : chaque mercredi, durant la session parlementaire de la Chambre des communes (dite « la Chambre » ; the House, en anglais), le Premier ministre répond aux questions qui lui sont posées par les députés (appelés « Membres du parlement » ou MP pour Members of Parliament). Jusqu’en 1997 se tinrent de régulières séances de Questions au Premier ministre, chaque mardi et jeudi, durant 15 minutes, entre 15h15 et 15h30, au cours de la session parlementaire.
Il existe une convention quotidienne similaire au Parlement fédéral et dans les législatures provinciales du Canada, la « Période de Questions » ; en Australie et en Nouvelle-Zélande, cette séance s’appelle  « Question Time » ; au Dáil irlandais, elle est nommée « Leaders’ Questions » ; aux parlements respectifs de l’Écosse, de l’Irlande du nord et du pays de Galles, elle a pris le nom « First Minister's Questions (en) ». Le Premier ministre indien doit assister à la « Question Hour (en) » au Lok Sabha ; le Premier ministre suédois répond, quant à lui, aux questions parlementaires tous les jeudis.
En Israël, l’idée d’adopter cette pratique à la Knesset avec deux séances par an fut proposée ; enfin, lors de l’élection présidentielle américaine de 2008, le sénateur John McCain, candidat présidentiel, avait promis d’adopter une pratique équivalente aux États-Unis s’il était élu Président,.

## Pratique
La coutume de poser des questions régulièrement au Premier ministre devant le parlement à un moment précis de la journée vit le jour dans les années 1950.[réf. nécessaire]
Les députés sans portefeuille gouvernemental souhaitant poser une question doivent mettre leur nom à l’ordre du jour ; un tirage au sort détermine ensuite l’ordre de passage. Habituellement, les députés sont alors appelés par le Président (dit « Speaker of the House ») de telle sorte qu’il y ait alternance entre parti au pouvoir et opposition ; les députés n’ayant pas été sélectionnés peuvent tenter d’attirer l’attention du Président afin de poser une question supplémentaire, cela en se levant puis se rasseyant juste avant que le Premier ministre ne réponde. Le chef de l’opposition est, par tradition, le premier député à pouvoir interroger le Premier ministre après la toute première question (que celle-ci provienne du gouvernement ou de l’opposition), tandis que le chef du second plus grand parti d’opposition est assuré d’être le suivant appelé parmi le banc de l’opposition.
La première question à l’ordre du jour est de pure forme : le député se contente de dire « Numéro Un, M. le Président » pour demander au Premier ministre d’établir son programme du jour. Le Premier ministre Keir Starmer, comme ses prédécesseurs, répond habituellement :

« Ce matin, j’ai assisté à des réunions avec des collègues ministériels et autres. En plus de mes devoirs envers la Chambre, j’assisterai à davantage de réunions de ce genre plus avant dans la journée. »

Le Premier ministre peut, avant de répondre à cette première question, prendre un instant pour faire part de ses condoléances ou félicitations à la suite d'événements d’importance ; le député peut ensuite poser une question complémentaire sur n’importe quel sujet lié à l’activité du Premier ministre. Ce questionnement sur l’emploi du temps du Premier ministre trouve son origine dans le fait que jusqu’à une époque récente, n’importe quel membre du Cabinet pouvait répondre, évitant ainsi au Premier ministre de le faire lui-même ; or quiconque répond à une question doit prendre en charge les suivantes, quel qu’en soit le sujet. Puisque son emploi du temps de la journée était le seul sujet sur lequel il devait répondre en personne, c’est depuis devenu une tradition que de commencer la séance de questions par ce point, tandis que les questions ultérieures en sont considérées comme un complément, ce qui force le Premier ministre à y répondre lui-même. Parfois, la première question posée traite d’un sujet politique particulier, mais cela est rare car alors le Premier ministre pourrait préparer une réponse à l’avance ; la question ordinaire offre une occasion de le piéger avec une question supplémentaire inattendue[réf. nécessaire].
Le chef de l’opposition a droit à six questions additionnelles (regroupées usuellement en deux triplets, bien que, récemment, David Cameron en ait souvent fait usage en une seule fois), alors que le chef du troisième plus grand parti (les Démocrates libéraux à l’heure actuelle) est limité à deux. Le Président tente de gérer l’alternance entre députés du parti au pouvoir et de l’opposition ; dans ce souci d’équilibre, il lui est possible de faire appel aux députés qui sont loin dans l’ordre de passage voire n’ont pas été choisis préalablement.
En l’absence du Premier ministre dans le cadre de ses fonctions, un remplaçant se charge de répondre aux questions, ce remplaçant étant habituellement le vice-Premier ministre (cependant, il n’y en a pas aujourd’hui) ou, si ce dernier n’est pas disponible, le rôle est assuré par le Chef des Communes (actuellement Harriet Harman) voire un autre ministre important ; le cas échéant, il est d’usage que les chefs respectifs de l’opposition et du troisième parti envoient également leur propre substitut. Ces représentants officiels sont actuellement William Hague (désigné « Membre principal du cabinet fantôme ») pour l’opposition et Vincent Cable (en) pour les Démocrates libéraux (dont il est dirigeant adjoint) ; si l’un d’entre eux n’est pas disponible ou que leur poste se libère, il sera remplacé par le ministre « fantôme » chargé des relations avec les Communes (pour l’opposition) ou le porte-parole des Affaires parlementaires (pour les Démocrates libéraux).

### Suspension temporaire
Le 25 février 2009, le président de la Chambre des Communes a suspendu une séance parlementaire jusqu'à 12h30 en hommage au fils de David Cameron - Ivan, mort à l'âge de 6 ans - et ce à la demande du Premier Ministre Gordon Brown. Les Questions au Premier ministre furent donc annulées, exceptionnellement. La précédente annulation avait eu lieu en 1994, à cause du décès de John Smith, chef de file des travaillistes.

### Les confrontations duDispatch boxdepuis 1945
Les acteurs principaux des questions au Premier ministre sont naturellement le Premier ministre et le chef de l'opposition, qui s'opposent au  sein du dispatch box. Les séances ont eu lieu régulièrement depuis 1945 ; voici la liste de tous les Premiers ministres depuis 1945 (en gras) ainsi que les chefs de l'opposition auxquels ils faisaient face dans la Chambre des Communes britanniques :
- 1945-1951 : le Premier ministre, Clement Attlee, face au chef de l'opposition, Winston Churchill ;
- 1951-1955 : le Premier ministre, Winston Churchill, face au chef de l'opposition, Clement Attlee ;
- 1955 : le Premier ministre, Anthony Eden, face au chef de l'opposition, Clement Attlee ;
- 1955-1957 : le Premier ministre, Anthony Eden, face au chef de l'opposition, Hugh Gaitskell ;
- 1957-1963 : le Premier ministre, Harold Macmillan, face au chef de l'opposition, Hugh Gaitskell
- 1963 : le Premier ministre, Harold Macmillan, face au chef de l'opposition, George Brown ;
- 1963 : le Premier ministre, Harold Macmillan, face au chef de l'opposition, Harold Wilson ;
- 1963-1964 : le Premier ministre, Alec Douglas-Home, face au chef de l'opposition, Harold Wilson ;
- 1964-1965 : le Premier ministre, Harold Wilson, face au chef de l'opposition, Alec Douglas-Home
- 1965-1970 & 1974-1975 : le Premier ministre, Harold Wilson, face à Edward Heath ;
- 1970-1974 : le Premier ministre, Edward Heath, face au chef de l'opposition, Harold Wilson ;
- 1975-1976 : le Premier ministre, Harold Wilson, face à la cheffe de l'opposition, Margaret Thatcher ;
- 1976-1979 : le Premier ministre, James Callaghan, face à la cheffe de l'opposition, Margaret Thatcher ;
- 1979 : la Première ministre, Margaret Thatcher, face au chef de l'opposition, James Callaghan ;
- 1980-1983 : la Première ministre, Margaret Thatcher, face au chef de l'opposition, Michael Foot ;
- 1983-1990 : la Première ministre, Margaret Thatcher, face au chef de l'opposition, Neil Kinnock ;
- 1990-1992 : le Premier ministre, John Major, face au chef de l'opposition, Neil Kinnock ;
- 1992-1994 : le Premier ministre, John Major, face au chef de l'opposition, John Smith ;
- 1994 : le Premier ministre, John Major, face à la cheffe de l'opposition, Margaret Beckett ;
- 1994-1997 : le Premier ministre, John Major, face au chef de l'opposition, Tony Blair ;
- 1997 : le Premier ministre, Tony Blair, face au chef de l'opposition, John Major ;
- 1997-2001 : le Premier ministre, Tony Blair, face au chef de l'opposition, William Hague ;
- 2001-2003 : le Premier ministre, Tony Blair, face au chef de l'opposition, Iain Duncan Smith ;
- 2003-2005 : le Premier ministre, Tony Blair, face au chef de l'opposition, Michael Howard ;
- 2006-2007 : le Premier ministre, Tony Blair, face au chef de l'opposition, David Cameron ;
- 2007-2010 : le Premier ministre, Gordon Brown, face au chef de l'opposition, David Cameron ;
- 2010-2015 : le Premier ministre, David Cameron, face au chef de l'opposition, Ed Miliband ;
- 2015-2016 : le Premier ministre, David Cameron, face au chef de l'opposition, Jeremy Corbyn :
- 2016-2019 : la Première ministre, Theresa May, face au chef de l'opposition, Jeremy Corbyn.
- 2019-2020 : le Premier ministre, Boris Johnson, face au chef de l'opposition, Jeremy Corbyn.
- 2020-2022 : le Premier ministre, Boris Johnson, face au chef de l'opposition, Keir Starmer.
- 2022 : la Première ministre, Liz Truss, face au chef de l'opposition, Keir Starmer.
- 2022-2024 : le Premier ministre, Rishi Sunak, face au chef de l'opposition, Keir Starmer.
- depuis 2024 : le Premier ministre Keir Starmer, face au chef de l'opposition, Rishi Sunak.